# Abbott & Costello

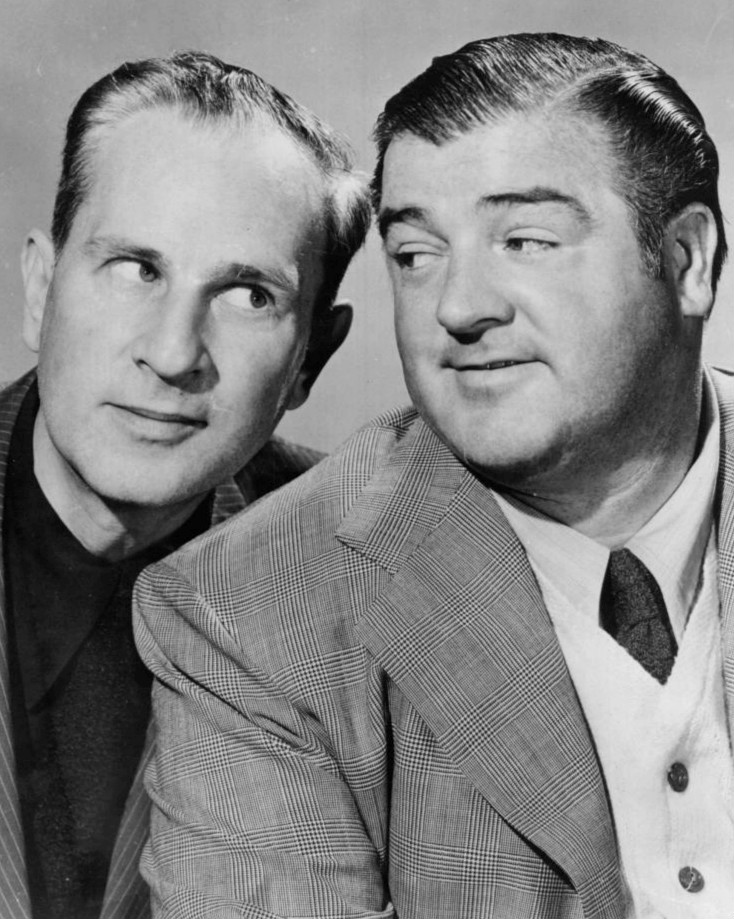
Foto promocional de Abbott e Costello da década de 1950

Abbott e Costello com Carmen Miranda.

Abbott e Costello foi uma dupla cômica estadunidense, celebrizada internacionalmente pelas performances humorísticas no cinema e televisão. Bud Abbott era de uma família de artistas circenses e de vaudeville, enquanto Lou Costello já havia trabalhado como dublê em filmes como os de Laurel & Hardy (1927) e outros nos anos 1920.
A gag da dupla mais conhecida era a brincadeira com a frase "Who's on First?" ("Quem está na primeira base?". O comediante brasileiro José Vasconcellos fez uma versão "Quem é o lateral?", mudando o texto de baseball para futebol), utilizada mais recentemente no filme Rain Man como um mecanismo de defesa do personagem autista de Dustin Hoffman. Costello é quem dizia as piadas, enquanto Abbott as preparava (ele era o que é conhecido no meio artístico brasileiro como o ator-escada). Apesar disso, quando foram lançados no cinema como uma dupla, o Estúdio que os contratou preferiu colocar o nome de Abbott em primeiro lugar, Abbott e Costello, o que desagradou seu parceiro.
Bud Abbott nasceu em Asbury Park, New Jersey em 21 de outubro de 1895. E faleceu em 24 de abril de 1974, em Woodland Hills, California. Lou Costello nasceu em Paterson, New Jersey, em 6 de março de 1906 e morreu em 3 de março de 1959, em East Los Angeles, California.
Eles trabalharam como uma dupla pela primeira vez em 1935, no teatro burlesco Eltinge em New York. Dos artistas que faziam parte dos "sketches" havia a esposa de Abbott. Em 1938 eles apareceram num programa de rádio chamado The Kate Smith Hour, quando então fizeram a brincadeira com a frase "Who's on First?". Eles se apresentaram regularmente no programa por dois anos. Em 1940 eles assinaram com a Universal Studios para participarem do filme One Night in the Tropics. Relacionados como coadjuvantes, eles roubaram a cena com seus quadros, incluindo "Who's on First?". Já contratados por longo prazo, realizaram o segundo filme em 1941, Buck Privates (que teve uma sequência em 1947). A dupla faria mais de 30 filmes entre 1940 e 1956. Em muitos eles contracenaram com os monstros famosos da Universal, como Frankenstein e O Homem Invisível.
Em 1951, a dupla começou a se apresentar na TV, no programa The Colgate Comedy Hour, no qual outros artistas de sucesso como Dean Martin e Jerry Lewis também participavam.
Durante 1952, episódios de meia-hora foram lançados como uma série de TV chamada The Abbott and Costello Show (exibida no Brasil pela TV Tupi durante os anos 1970).
A partir da segunda metade dos anos 1950 a popularidade da dupla começou a cair, sendo substituídos por Martin & Lewis e outros na preferência do público. Há quem credita essa decadência à superexposição da dupla, que repetia constantemente as piadas no rádio, cinema e televisão. Em 1955 a Universal rescindiu o contrato com a dupla, que em 1956 lançaria ainda um filme independente. Em 1959, depois de filmar sem Abbott a comédia The 30 Foot Bride of Candy Rock (br.: Minha noiva é um colosso), a dupla terminaria definitivamente, com o falecimento de Costello devido a um ataque do coração.
Abbott ainda participaria de uma nova dupla, com Candy Candido. Em 1967 ele faria a voz de si mesmo na série animada da Hanna-Barbera (
39 episódios com 4 segmentos de cinco minutos cada). A voz de Lou era de Stan Irwin. A dupla já havia sido adaptada anteriormente para alguns episódios dos Looney Tunes, um dos quais se tornou notável pois foi a primeira aparição do Piu-Piu (em inglês Tweety Bird), no episódio "A Tale of Two Kitties", com a dupla de gato e rato chamada em inglês de "Babbit and Catstello".

## Filmografia
| Ano  | Filme                                              | Papel de Lou Costello                                              | Papel de Bud Abbott                                            | Notas                      |
| ---- | -------------------------------------------------- | ------------------------------------------------------------------ | -------------------------------------------------------------- | -------------------------- |
| 1940 | One Night in the Tropics                           | Costello                                                           | Abbott                                                         | Estréia da dupla           |
| 1941 | Buck Privates                                      | Herbie Brown                                                       | Slicker Smith                                                  |                            |
| 1941 | In the Navy                                        | Pomeroy Watson                                                     | Smokey Adams                                                   |                            |
| 1941 | Hold That Ghost                                    | Ferdinand Jones                                                    | Chuck Murray                                                   |                            |
| 1941 | Keep 'Em Flying                                    | Heathcliffe                                                        | Blackie Benson                                                 |                            |
| 1942 | Ride 'Em Cowboy                                    | Willoughby                                                         | Duke                                                           |                            |
| 1942 | Rio Rita                                           | Wishy Dunn                                                         | Doc                                                            |                            |
| 1942 | Pardon My Sarong                                   | Wellington Phlug                                                   | Algy Shaw                                                      |                            |
| 1942 | Who Done It?                                       | Mervyn Milgrim                                                     | Chick Larkin                                                   |                            |
| 1943 | It Ain't Hay                                       | Wilbur Hoolihan                                                    | Grover Mickridge                                               |                            |
| 1943 | Hit the Ice                                        | Tubby McCoy                                                        | Flash Fulton                                                   |                            |
| 1944 | In Society                                         | Albert Mansfield                                                   | Eddie Harrington                                               |                            |
| 1944 | Lost in a Harem                                    | Harvey Garvey                                                      | Peter Johnson                                                  |                            |
| 1945 | Here Come The Co-Eds                               | Oliver Quackenbush                                                 | Slats McCarthy                                                 |                            |
| 1945 | The Naughty Nineties                               | Sebastian Dinwiddie                                                | Dexter Broadhurst                                              |                            |
| 1945 | Abbott and Costello in Hollywood                   | Abercrombie                                                        | Buzz Kurtis                                                    |                            |
| 1946 | Little Giant                                       | Benny Miller                                                       | John Morrison/Tom Chandler                                     |                            |
| 1946 | The Time of Their Lives                            | Horatio Prim                                                       | Cuthbert/Dr. Greenway                                          |                            |
| 1947 | Buck Privates Come Home                            | Herbie Brown                                                       | Slicker Smith                                                  | Sequência de Buck Privates |
| 1947 | The Wistful Widow of Wagon Gap                     | Chester Wooley                                                     | Duke Egan                                                      |                            |
| 1948 | The Noose Hangs High                               | Tommy Hinchcliffe                                                  | Ted Higgins                                                    |                            |
| 1948 | Abbott and Costello Meet Frankenstein              | Wilbur Gray                                                        | Chick Young                                                    |                            |
| 1948 | Mexican Hayride                                    | Joe Bascom/Humphrey Fish                                           | Harry Lambert                                                  |                            |
| 1949 | Africa Screams                                     | Stanley Livington                                                  | Buzz Johnson                                                   |                            |
| 1949 | Abbott and Costello Meet the Killer, Boris Karloff | Freddie Phillips                                                   | Casey Edwards                                                  |                            |
| 1950 | Abbott and Costello in the Foreign Legion          | Lou Hotchkiss                                                      | Bud Jones                                                      |                            |
| 1951 | Abbott and Costello Meet the Invisible Man         | Lou Francis                                                        | Bud Alexander                                                  |                            |
| 1951 | Comin' Round The Mountain                          | Wilbert                                                            | Al Stewart                                                     |                            |
| 1952 | Jack and the Beanstalk                             | Jack                                                               | Mr. Dinklepuss                                                 |                            |
| 1952 | Lost in Alaska                                     | George Bell                                                        | Tom Watson                                                     |                            |
| 1952 | Abbott and Costello Meet Captain Kidd              | Oliver "Puddin' Head" Johnson                                      | Rocky Stonebridge                                              |                            |
| 1953 | Abbott and Costello Go to Mars                     | Orville                                                            | Lester                                                         |                            |
| 1953 | Abbott and Costello Meet Dr. Jekyll and Mr. Hyde   | Tubby                                                              | Slim                                                           |                            |
| 1955 | Abbott and Costello Meet the Keystone Kops         | Willie Piper                                                       | Harry Pierce                                                   |                            |
| 1955 | Abbott and Costello Meet the Mummy                 | Costello (erroneamente creditado no filme como "Freddie Franklin") | Abbott (erroneamente creditado no filme como "Pete Patterson") |                            |
| 1956 | Dance with Me, Henry!                              | Lou Henry                                                          | Bud Flick                                                      |                            |
| 1959 | The 30-Foot Bride of Candy Rock                    | Artie Pinsetter                                                    | -                                                              | Lou Costello apenas.       |
| 1965 | The World of Abbott and Costello                   | -                                                                  | -                                                              | Compilação de filmes       |

## Quadrinhos
A dupla Abbot & Costello teve revista em quadrinhos própria produzida pela editora St. John Publications, que durou 40 edições, de fevereiro de 1948 a setembro de 1956. A revista foi bem sucedida inclusive pelo trabalho artístico do casal Eric e Lily Renée (Wilhelms) Peters  (que trabalhou na Fiction House). Mort Drucker também trabalhou na série .

## Aparições em outras mídias
Os dois alienígenas que travam um dialogo com a personagem Dr. Louise Banks (Amy Adams) no filme A Chegada são nomeados de Abbott e Costello por ela e seu parceiro Ian Donnelly (Jeremy Renner). 

## Livros

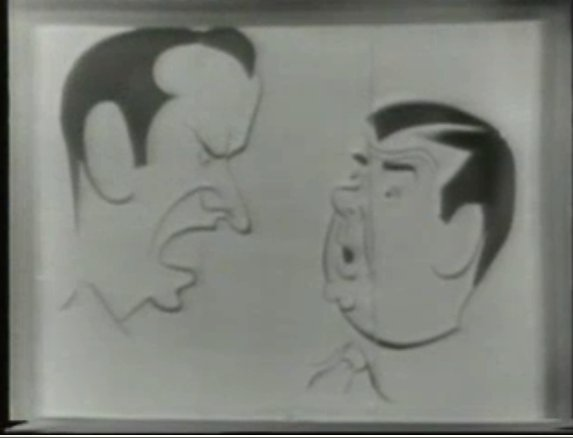
Caricatura da dupla

- Costello, Chris.  Lou's on First: The Tragic Life of Hollywood's Greatest Clown Warmly Recounted by his Youngest Child. St. Martin's Griffin, 1982.  ISBN 0312499140
- Dunning, John.  On the Air: The Encyclopedia of Old-Time Radio.  New York: Oxford University Press, 1998.
- Furmanek, Bob and Ron Palumbo. Abbott and Costello in Hollywood.  New York: Perigee, 1991. ISBN 0-3995-1605-0
- Nachman, Gerald. Raised on Radio. New York: Pantheon Books, 1998.
- Sies, Luther F. Encyclopedia of American Radio.  Jefferson, NC: McFarland, 2000.
- Terrace, Vincent.  Radio Programs,.  Jefferson, NC: McFarland, 1999.
- Young, Jordan R. The Laugh Crafters: Comedy Writing in Radio and TV's Golden Age. Beverly Hills, California: Past Times, 1999.